# Atanas Uzunov
Atanas Uzunov ou Атанас Узунов, né le 10 novembre 1955 à Plovdiv, est un ancien arbitre bulgare de football. Il commença à arbitrer en 1979 et arrêta en 2000. Il arbitra 189 matchs de première division bulgare, ce qui constitue un record national pas encore battu. Après sa retraite, il fut le président du Lokomotiv Plovdiv.

## Carrière
Il a officié dans une compétition majeure :
- Euro 1996 (1 match)